# Comuna Zeremlea, Baranivka
Zeremlea (în ucraineană Зеремлянська сільська рада) este o comună în raionul Baranivka, regiunea Jîtomîr, Ucraina, formată din satele Serednea, Vîșnivka și Zeremlea (reședința).

## Demografie
Componența lingvistică a satului Zeremlea
     Ucraineană (96,65%)
     Rusă (2,75%)
     Alte limbi (0,12%)
Conform recensământului din 2001, majoritatea populației satului Zeremlea era vorbitoare de ucraineană (96,65%), existând în minoritate și vorbitori de rusă (2,75%).